# Val-d'Arry
Val-d'Arry es una comuna nueva francesa situada en el departamento de Calvados, de la región de Normandía.

## Historia
Fue creada el 1 de enero de 2017, en aplicación de una resolución del prefecto de Calvados de 8 de septiembre de 2016 con la unión de las comunas de Le Locheur, Tournay-sur-Odon y las dos comunas delegadas de Missy  y Noyers-Bocage, de la comuna nueva de Noyers-Missy, pasando a estar el ayuntamiento en la antigua comuna de Noyers-Bocage.

## Demografía
| Gráfica de evolución demográfica de Val-d'Arry entre 1800 y 2014 |
|                                                                  |

Los datos entre 1800 y 2014 son el resultado de sumar los parciales de las cuatro comunas que forman la nueva comuna de Val-d'Arry, cuyos datos se han cogido de 1800 a 1999, para las comunas de Le Locheur, Missy, Noyers-Bocage y Tournay-sur-Odon de la página francesa EHESS/Cassini. Los demás datos se han cogido de la página del INSEE.

## Composición
| Comuna delegada  | Código INSEE | Población (2013) | Superficie (km²) | Densidad (hab./km²) |
| ---------------- | ------------ | ---------------- | ---------------- | ------------------- |
| Le Locheur       | 14373        | 267              | 3.68             | 73                  |
| Noyers-Bocage    | 14475        | 1127             | 8.87             | 127                 |
| Missy            | 14432        | 517              | 5.06             | 102                 |
| Tournay-sur-Odon | 14702        | 367              | 6.93             | 53                  |